# Fernando Gamboa
Fernando Andrés Gamboa (Marcos Juárez, 28 de outubro de 1970) é um treinador e ex-futebolista profissional argentino, que atuava como defensor.

## Carreira
Fernando Gamboa fez parte do elenco da Seleção Argentina de Futebol na Copa América de 91.

## Títulos
- Copa América: 1991